# B-клас

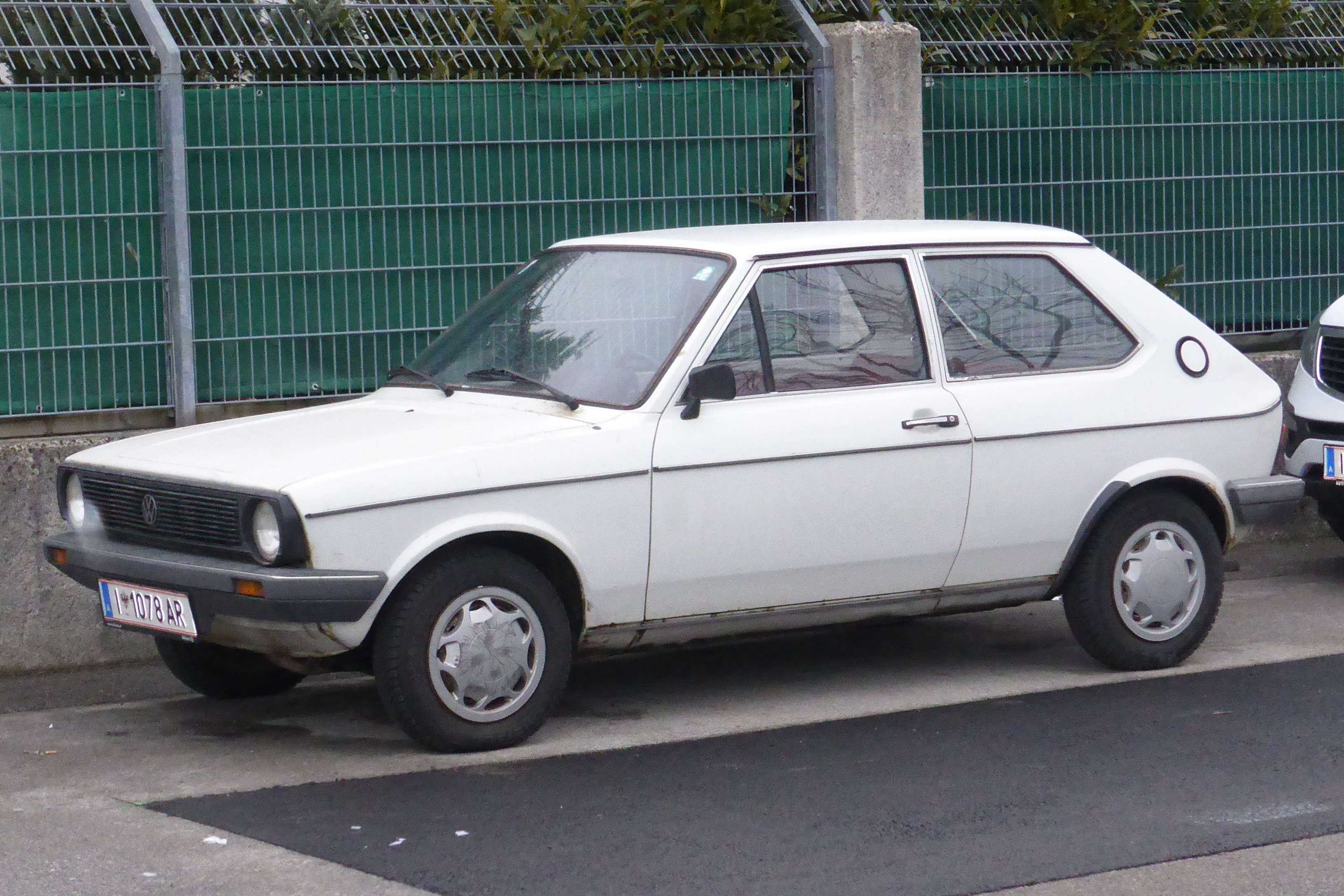
Volkswagen Polo (1975—1981)

B-клас — є другим найменшим в європейській класифікації легкових автомобілів, який описується як «малі автомобілі». Це еквівалентно категорії субкомпактних автомобілів (subcompact car) у Сполучених Штатах і категорії суперміні (supermini) у Великій Британії (хоча класифікація автомобілів Euro NCAP, який називається суперміні, також включає в себе менші автомобілі A-класу).

## Визначення
Європейські класи не ґрунтуються на критеріях розміру або ваги. На практиці автомобілі B-класу описуються як такі, що мають довжину приблизно 4 метри.
Термін B-клас також використовується в Індії, однак визначення класу відрізняється від того, що використовується в Європі.

## Поточні моделі
На 2020 рік у 5-ку найбільш продаваних автомобілів B-класу в Європі входять Renault Clio, Peugeot 208, Opel/Vauxhall Corsa, Toyota Yaris, Volkswagen Polo.

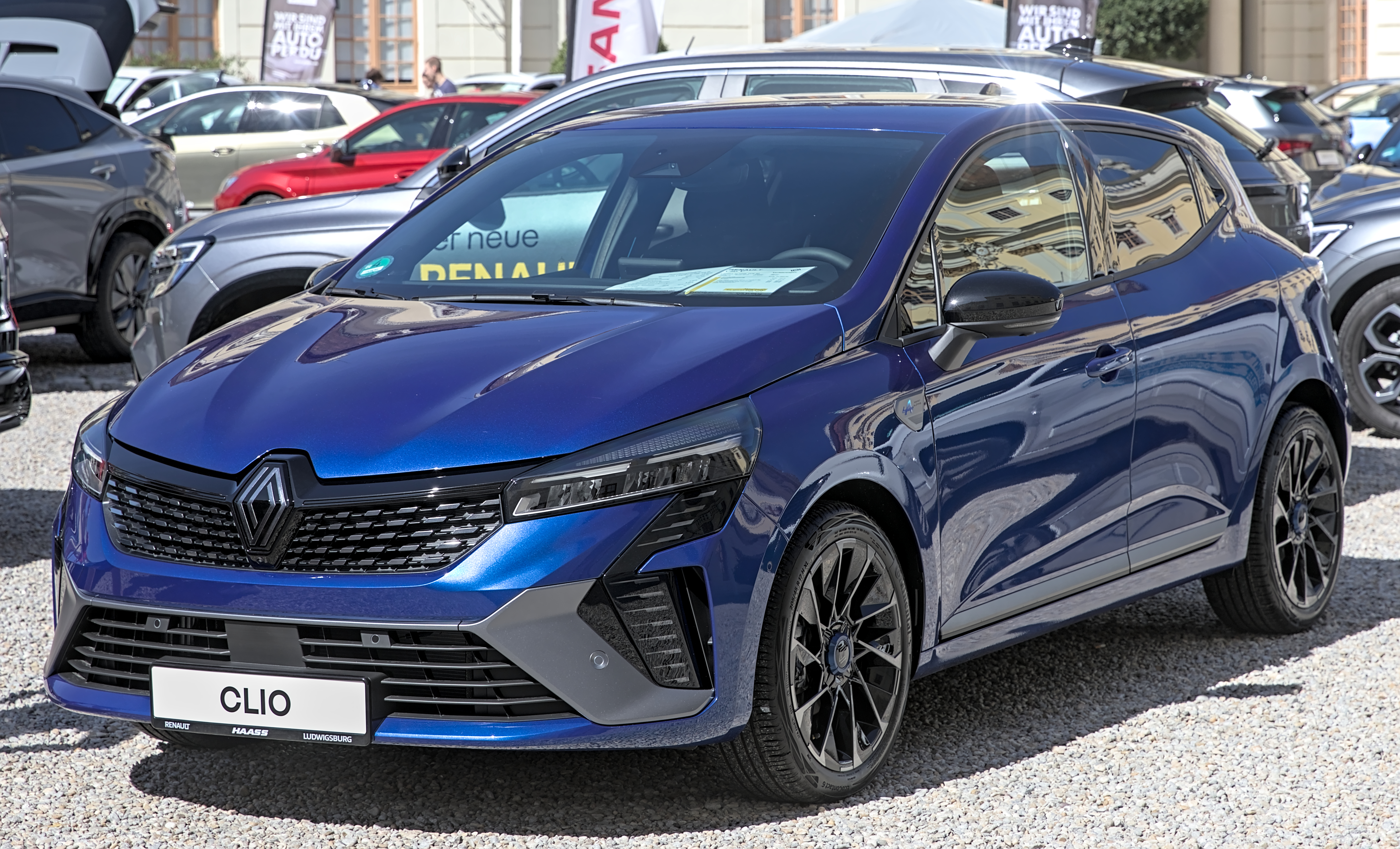
Renault Clio 5 покоління (2019–донині) Зроблено в Словенії
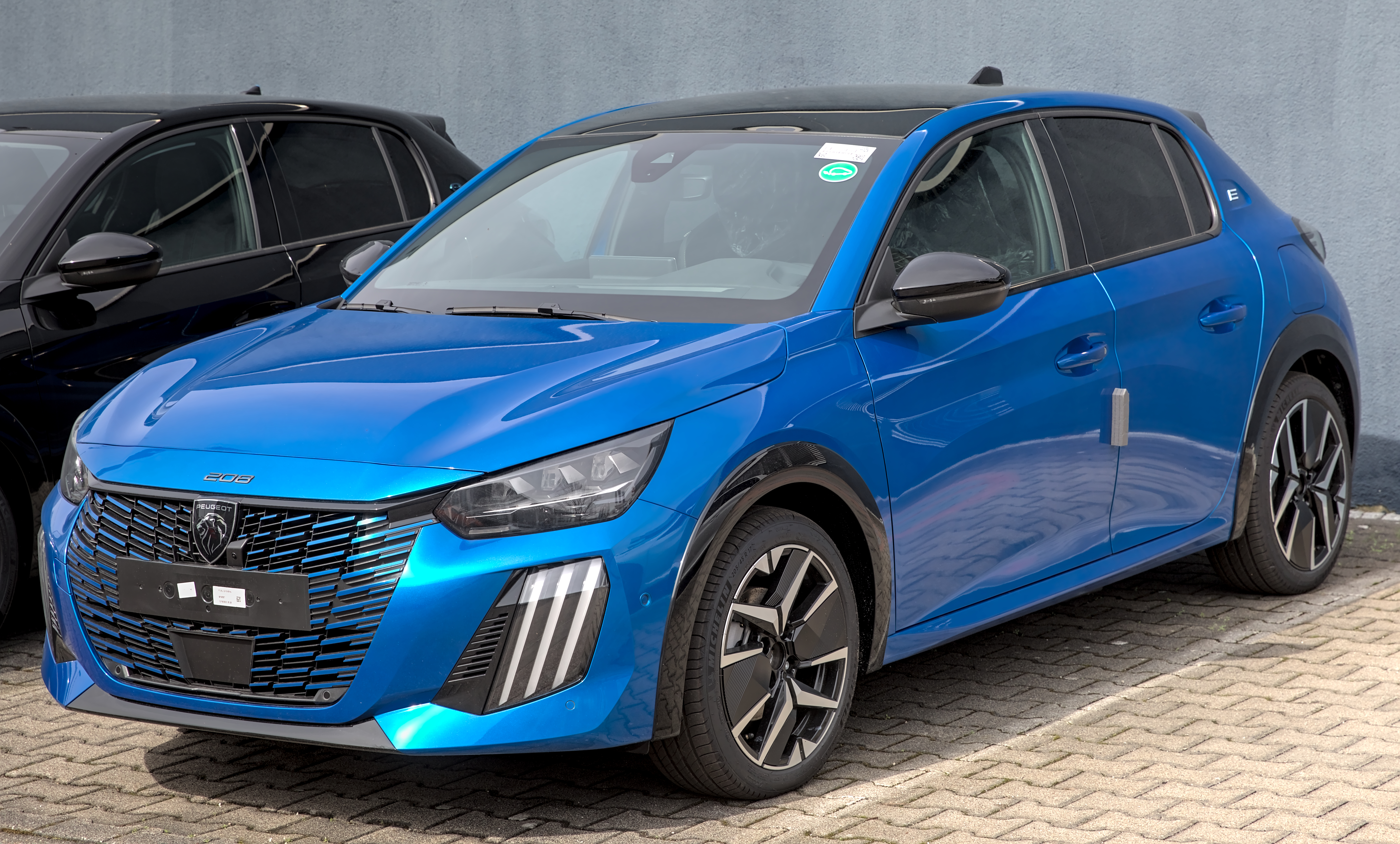
Peugeot 208 2 покоління (2019–донині) Зроблено в Словаччині
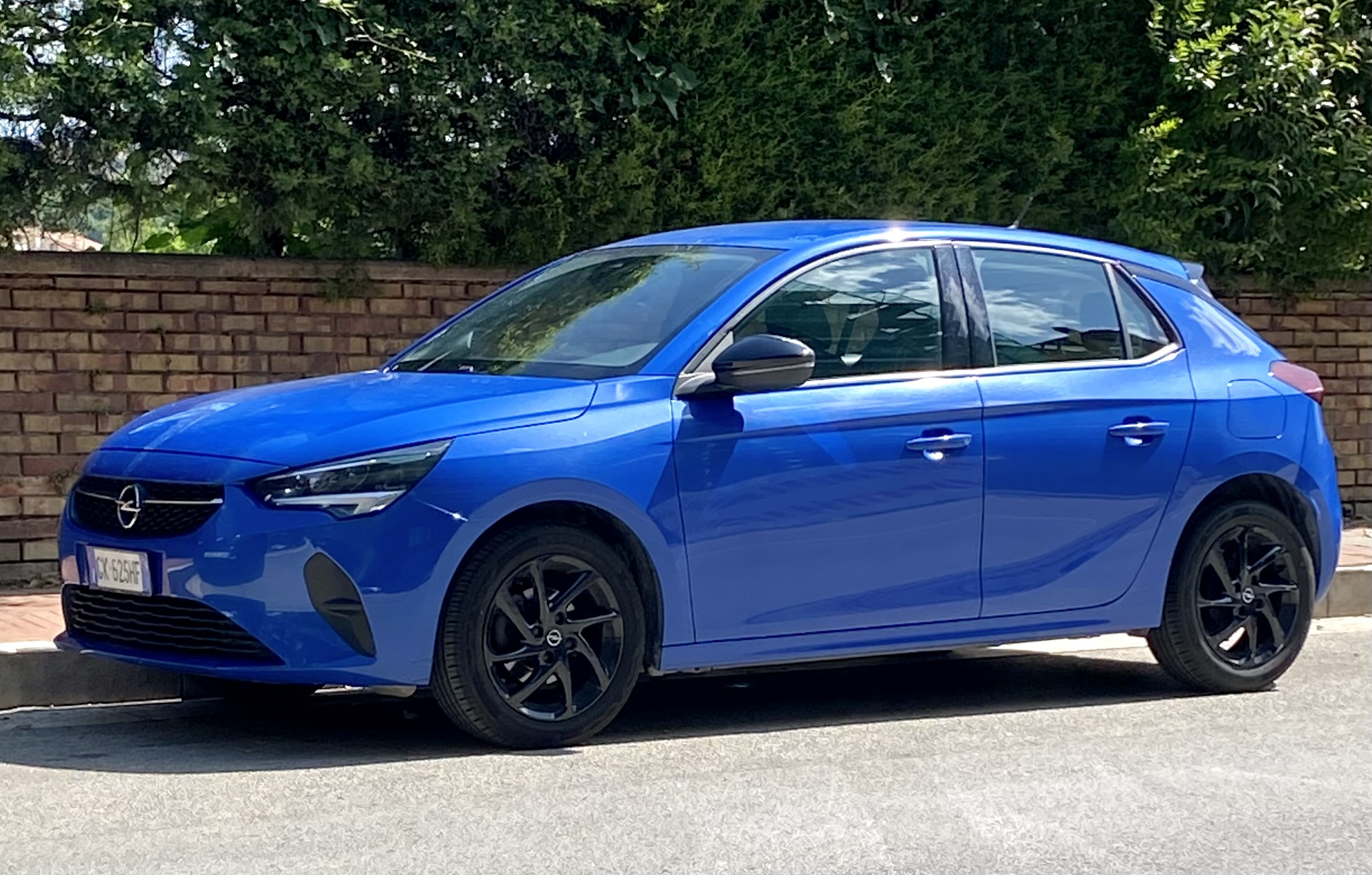
Opel Corsa 6 покоління (2019–донині) Зроблено в Іспанії
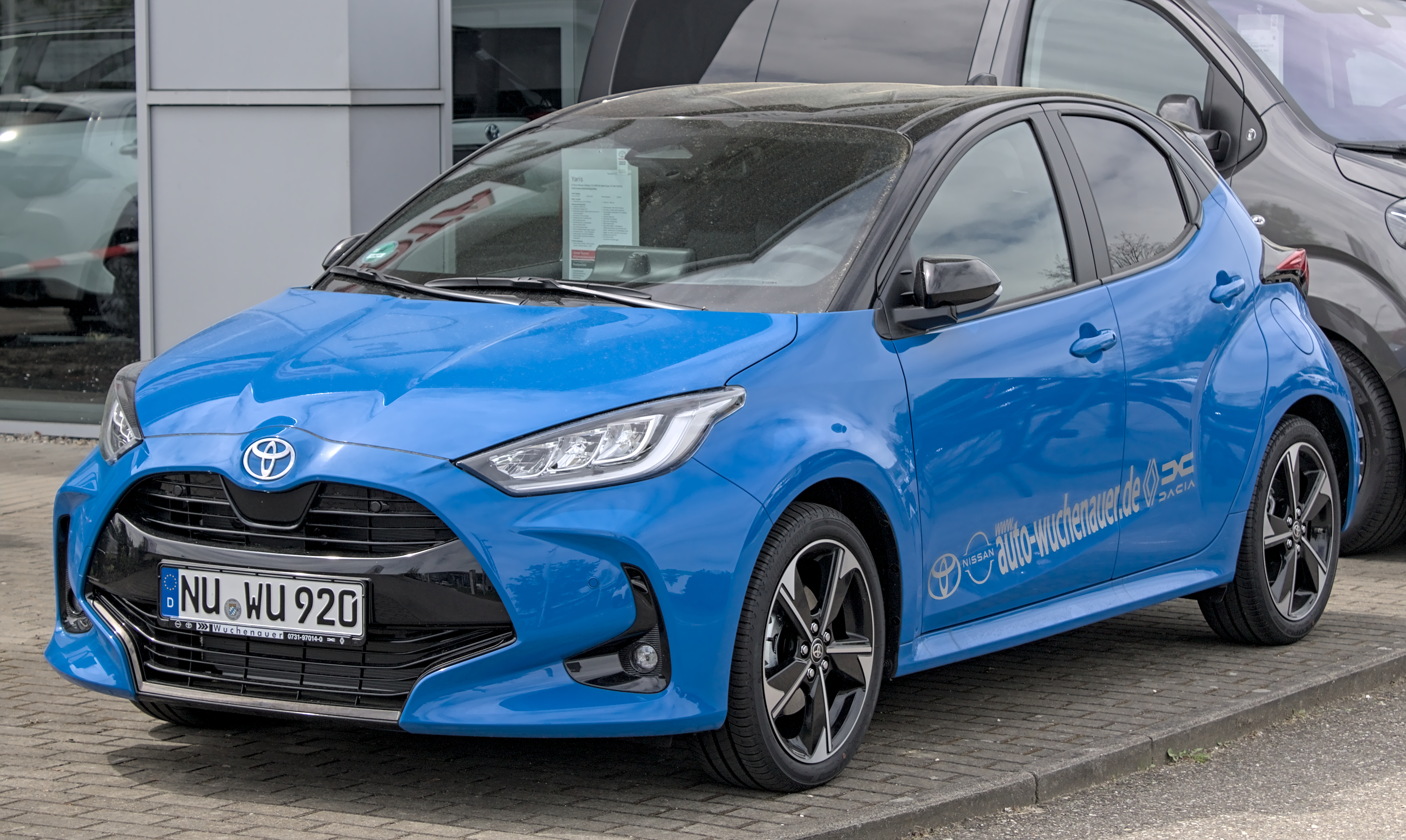
Toyota Yaris 4 покоління (2020–донині) Зроблено в Чехії
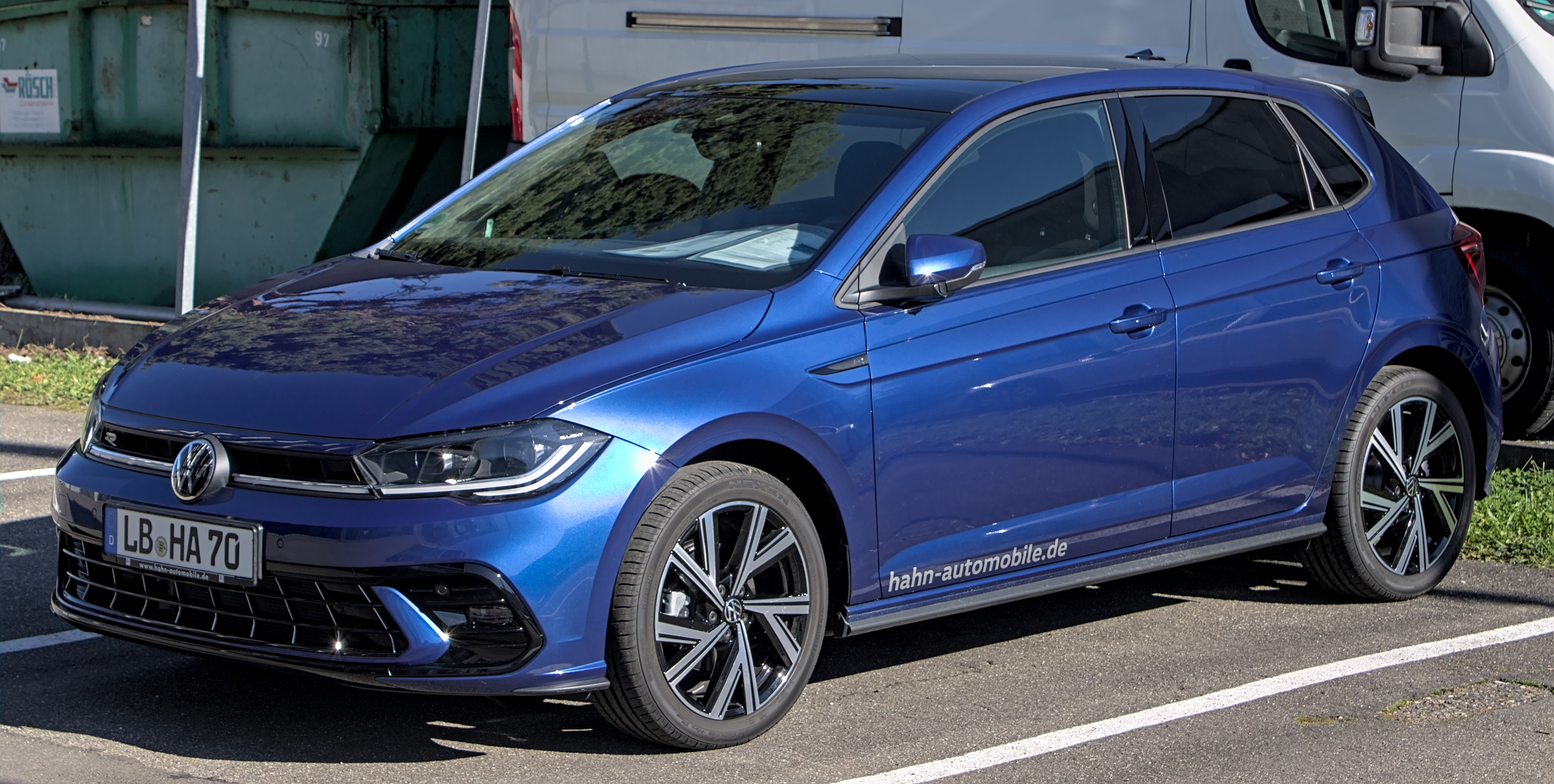
Volkswagen Polo 6 покоління (2017–донині) Зроблено в Іспанії